# Car 54, Where Are You?
Car 54, Where Are You? är en amerikansk situationskomedi-serie som sändes i två säsonger åren 1961–1963 på NBC.
Filmen Galna snutar i New York från 1994 är baserad på serien. Al Lewis och Nipsey Russell medverkade i både TV-serien och i filmen.

## Handling
Gunther Toody (Joe E. Ross) och Francis Muldoon (Fred Gwynne) är två poliser i Bronx som tilldelas fall av alla möjliga slag, en del är enkla medan andra verkar helt omöjliga att lösa.

## Rollista i urval
- Joe E. Ross – Gunther Toody
- Fred Gwynne – Francis Muldoon
- Beatrice Pons – Lucille Toody
- Al Lewis – Leo Schnauser
- Charlotte Rae – Sylvia Schnauser
- Hank Garrett – Ed Nicholson
- Paul Reed – Martin Block

## Om serien
Serien spelades in på plats i Bronx i New York eller i studion Biograph Studios som låg i samma stadsdel. Studion byggdes 1912, var ursprungligen en biograf och brann ner 1980.
Serien var författaren William Faulkners favoritserie. Varje lördag besökte han en vän för att titta på den.